# Patrick Coupechoux
Cet article possède un paronyme, voir Coupe-choux.
Patrick Coupechoux est un journaliste spécialiste de la psychiatrie. Il a publié plusieurs articles dans Le Monde diplomatique,, notamment sur la question de la psychiatrie contemporaine, et participe à la formation du milieu hospitalier spécialisé. Il est né à Chagny (71), le 24 avril 1950[réf. souhaitée].
Dans son ouvrage Un homme comme vous sorti en 2014, il soutient que le concept de santé mentale exclut les "malades". C'est un ouvrage profondément engagé où l'auteur définit la psychose en se référant à Benedetti G (psychiatre et psychanalyste). Il y parle de l'angoisse dans cette structure psychique bien plus "puissante" et "destructrice" que dans les autres comme dans les névroses. Coupechoux se réfère également à Jacques Lacan. Selon ce dernier, dans les psychoses il y a forclusion et non refoulement comme dans les névroses. Si on catégorise, dans les psychoses on retrouve les schizophrénies, les maniaco-dépressifs et les paranoïaques; et dans les névroses nous retrouvons les hystéries et les névroses obsessionnelles. Au-delà de la structure, chaque sujet est singulier et différent de par son histoire et sa subjectivité.

### Ouvrages
- Mémoires de déportés, histoire singulière de la déportation, La découverte, Paris 2003
- Mon enfant autiste. Le comprendre, l'aider, Le Seuil, Paris, 2004  (ISBN 9782020638395)
- Un monde de fous. Comment notre société maltraite ses malades mentaux, préface de Jean Oury, Le Seuil, Paris, 2006  (ISBN 9782020812542)
- La déprime des opprimés. Enquête sur la souffrance psychique en France, préface de Christophe Dejours, Le Seuil, Paris, 2009  (ISBN 9782020964913)
- Un homme comme vous. Essai sur l'humanité de la folie, Préface de Pierre Delion, Le Seuil, Paris, 2014  (ISBN 9782021053784)

"Mon combat pour une psychiatrie humaine", pierre delion 2016  (ISBN 9782226320148)

### Articles
- « La santé mentale : négation de la folie », Pratiques en santé mentale, Champ social, vol. 60e année, no 1,‎ 1er avril 2014, p. 58-64 (résumé)
- « Enquête sur la folie », Savoirs et clinique, ERES, vol. 9, no 1,‎ 23 juin 2008, p. 114-120 (lire en ligne)
- « Éloge de la folie », Empan, ERES, vol. 78, no 2,‎ 16 août 2010, p. 88-93 (lire en ligne)
- « Rebelle », Chimères, ERES, vol. N° 84, no 3,‎ 6 février 2015, p. 57-59 (résumé)
- « Et même la folie a cessé d'être innocente », Le Monde diplomatique, Le Monde diplomatique, vol. 628, no 7,‎ 1er juillet 2006, p. 18A-18A (ISSN 0026-9395, résumé)